# Urschmitt
Urschmitt là một đô thị thuộc huyện Cochem-Zell trong bang Rheinland-Pfalz, Đức. Đô thị này có diện tích 6,61 ki-lô-mét vuông.